# Apteropeoedes monsarrati
Apteropeoedes monsarrati är en insektsart som beskrevs av Marius Descamps 1971. Apteropeoedes monsarrati ingår i släktet Apteropeoedes och familjen Euschmidtiidae. Inga underarter finns listade i Catalogue of Life.